# Entyloma ranunculi-repentis
Entyloma ranunculi-repentis är en svampart som beskrevs av Sternon 1925. Entyloma ranunculi-repentis ingår i släktet Entyloma och familjen Entylomataceae.   Inga underarter finns listade i Catalogue of Life.